# Volodîmîrivka, Horodnea
Volodîmîrivka (în ucraineană Володимирівка) este localitatea de reședință a comunei Volodîmîrivka din raionul Horodnea, regiunea Cernihiv, Ucraina.

## Demografie
Componența lingvistică a localității Volodîmîrivka
     Ucraineană (97,47%)
     Rusă (1,99%)
     Alte limbi (0,54%)
Conform recensământului din 2001, majoritatea populației localității Volodîmîrivka era vorbitoare de ucraineană (97,47%), existând în minoritate și vorbitori de rusă (1,99%).